# Позјалово
Позјалово је било село у Банату.
Село је забележено у Катастигу Пећке патријаршије 1660. као Позиялово и 1666. као Позялѥво. Године 1660. село је Патријаршији приложило 500 аспри, а забележени су појединачно богатији мештани Филип, Никола, Милко, Милош и Томаш, и кнез Гојко. Године 1666. забележен је мештанин Радак који је патријаршији од села приложио 1.000 аспри (поређења ради, Потпорањ је исте године приложио исту суму).
Данас село више не постоји, а именом позјалово се називају њиве између Николинаца и Уљме, северно од пута Е70, око 45° 03′ С; 21° 07′ И / 45.05° С; 21.12° И.